# Chriolepis zebra
Chriolepis zebra är en fiskart som beskrevs av Isaac Ginsburg, 1938. Chriolepis zebra ingår i släktet Chriolepis och familjen smörbultsfiskar. IUCN kategoriserar arten globalt som livskraftig. Inga underarter finns listade i Catalogue of Life.